# Slag bij Natural Bridge
De Slag bij Natural Bridge vond plaats op 6 maart 1865 in Leon County, Florida tijdens de Amerikaanse Burgeroorlog. Een kleine groep van Zuidelijke soldaten en vrijwilligers, voornamelijk studenten en oudere mannen, verdedigden met succes hun stellingen tegen de aanvallen van Noordelijke troepen (voornamelijk Afro-Amerikaanse soldaten). Door deze aanval af te slaan slaagden de Zuidelijken erin de hoofdstad van Florida, Tallahassee te vrijwaren van Noordelijke bezetting. Dit was de enige Zuidelijke hoofdstad ten oosten van de Mississippi die niet zou ingenomen worden door de Noordelijken tijdens de oorlog.

## Troepensterkte
De noordelijke troepen bestonden uit de 2nd U.S. Colored Infantry en 99th U.S. Colored Infantry.
De zuidelijke troepenmacht was opgemaakt uit de Kilcrease Artillerie; Dunham’s Batterij; Abell's Batterij; 5th Florida Cavalry; 1st Florida Militia; Barwick’s Company Reserves; Hodges Company Reserves; Company A, Milton Light Artillery; Companies A, B en F, Reserves en versterkingen van Georgia, samen zo'n 1.000 man.

## De slag
De Noordelijke generaalmajoor John Newton had een expeditiemacht samengesteld om de Zuidelijke troepen te vernietigen die Fort Myers aangevallen hadden. Volgens de laatst ontvangen berichten kampeerden ze ergens in de omgeving van St. Marks. De Noordelijke schepen, die de infanterie moest ondersteunen, vorderden zeer langzaam op de St. Marks-rivier. De infanterie had wel de nodige vooruitgang gemaakt en trof de eerste brug vernield aan. Ze marcheerden verder om via de Natural Bridge de rivier over te steken. In de ochtend van 6 maart werden de eerste schoten gelost. De Noordelijken slaagden er initieel in om de Zuidelijken terug te dringen. Toch was de brug nog niet veroverd door de Noordelijken.
De Zuidelijke troepen onder leiding van brigadegeneraal William Miller hadden zich goed ingegraven. Ze controleerden hiermee de brug en de uitvalswegen naar de brug toe. De Noordelijken vielen tot driemaal toe aan, maar slaagden er niet in om de Zuidelijken te verdrijven. De Noordelijke troepen trokken zich terug om contact te zoeken met de vloot.